# 最上英子
最上 英子（もがみ ひでこ、1902年12月19日 - 1966年10月16日）は、昭和時代の日本の政治家。衆議院議員（2期）。参議院議員（2期）。旧姓は石川。

## 経歴
1919年和洋女子学院（現和洋女子大学）卒業。1920年に『萬朝報』記者だった最上政三と結婚。その後、政三は立憲民政党から代議士に当選。英子は夫の応援演説に立ち、高崎市内の劇場の床が抜け落ちてしまうほどの人気を博した。夫は政界でのキャリアを積んでいったものの、戦後公職追放に遭う。そこで英子は夫の代わりとして1946年の衆院選に日本進歩党公認で立候補し当選、日本初の女性代議士の一人となる。
その後所属党派を民主党に移すものの3選を目指した1949年の衆院選で落選し、政界復帰を狙った1950年参院選でも落選（国民民主党公認）。改進党公認で出馬した1953年参院選で当選し、ようやく国政復帰を果たす。以後参院議員を2期、この間第1次岸改造内閣では女性初の郵政政務次官を務めた。議員在職中は売春防止法制定や特定郵便局整備に積極的に関わり、また市川房枝や平塚雷鳥に私淑して金をかけない理想選挙を貫き通した。
1965年の参院選で落選して政界を引退し、1966年10月16日、心筋梗塞のため死去、63歳。死没日をもって勲二等宝冠章追贈、正四位に叙される。
最上女塾塾長、群馬県婦人厚生協会長、自民党婦人局長などを務めた。
夫・政三との間には実子が無く、自分の秘書を務めていた甥の進（妹・佐藤俊子の長男）を養子とした。進も政三・英子夫妻同様に政界に入り、参議院議員となる。また進の弟・佐藤國雄も群馬県議会議員を務めた。

## 参議院での主な所属委員会
- 逓信委員会委員
- 予算委員会委員
- 運輸委員会委員
- 文教委員会委員
- 社会労働委員会委員
- 議院運営委員会委員

## 関連文献
- 『日本の「創造力」』（第14巻）村松貞次郎